# Karate-Weltmeisterschaften 1988
Die neunten Karate-Weltmeisterschaften fanden 1988 in Kairo, Ägypten statt.

## Medaillen

### Männer
| Disziplin           | Gold                   | Silber          | Bronze              |
| ------------------- | ---------------------- | --------------- | ------------------- |
| Kata Herren         | Tsuguo Sakamoto        | Tomoyuki Aihara | Dario Marchini      |
| Kata Team           | Japan                  | Italien         | Frankreich          |
| Kumite bis 60 kg    | Abdu Shaber            | Nicola Simmi    | Stein Rønning       |
| Kumite bis 60 kg    | Abdu Shaber            | Nicola Simmi    | Hideto Nozaki       |
| Kumite bis 65 kg    | Tim Stephens           | Reginaldo Doran | Jesús Juan Rubio    |
| Kumite bis 65 kg    | Tim Stephens           | Reginaldo Doran | Francesco Muffalo   |
| Kumite bis 70 kg    | Thierry Masci          | Francisco Egea  | Yoshimiro Anzai     |
| Kumite bis 70 kg    | Thierry Masci          | Francisco Egea  | Bruno Pellicier     |
| Kumite bis 75 kg    | Kyo Hayashi            | Thomas Hallman  | Toni Dietl          |
| Kumite bis 75 kg    | Kyo Hayashi            | Thomas Hallman  | José Manuel Galan   |
| Kumite bis 80 kg    | Dudley Josepa          | Mervyn Etienne  | José Manuel Egea    |
| Kumite bis 80 kg    | Dudley Josepa          | Mervyn Etienne  | Waldemar Rauch      |
| Kumite über 80 kg   | Emmanuel Pinda         | Vic Charles     | Jöran Thell         |
| Kumite über 80 kg   | Emmanuel Pinda         | Vic Charles     | Gianluca Guazzaroni |
| Kumite offen ippon  | José Manuel Egea       | Mike Salisman   | Ryosuke Shimizu     |
| Kumite offen ippon  | José Manuel Egea       | Mike Salisman   | Emmanuel Pinda      |
| Kumite offen sanbon | Gianluca Guazzaroni    | Vic Charles     | Kyo Hayashi         |
| Kumite offen sanbon | Gianluca Guazzaroni    | Vic Charles     | Kemal Aktepe        |
| Team                | Vereinigtes Königreich | Niederlande     | Spanien             |
| Team                | Vereinigtes Königreich | Niederlande     | Italien             |

### Damen
| Event             | Gold            | Silber             | Bronze            |
| ----------------- | --------------- | ------------------ | ----------------- |
| Kata Damen        | Yuki Mimura     | Hisami Yokoyama    | Kathy Jones       |
| Kata Team         | Japan           | Vereinigte Staaten | Italien           |
| Kumite bis 53 kg  | Yuko Hasama     | Catherine Girardet | Mari Capechi      |
| Kumite bis 53 kg  | Yuko Hasama     | Catherine Girardet | Shirley Graham    |
| Kumite bis 60 kg  | Akemi Kimura    | Junko Kurata       | Gina Halteman     |
| Kumite bis 60 kg  | Akemi Kimura    | Junko Kurata       | Ruth Hahn         |
| Kumite über 60 kg | Guus van Mourik | Ylva Wickberg      | Marie-Ange Legros |
| Kumite über 60 kg | Guus van Mourik | Ylva Wickberg      | Marzia Sartirani  |

## Medaillenspiegel
| Rang  | Land                   | Gold | Silber | Bronze | Gesamt |
| ----- | ---------------------- | ---- | ------ | ------ | ------ |
| 1     | Japan                  | 7    | 3      | 4      | 14     |
| 2     | Vereinigtes Königreich | 3    | 4      | 1      | 8      |
| 3     | Niederlande            | 2    | 2      | 1      | 5      |
| 4     | Frankreich             | 2    | 1      | 4      | 7      |
| 5     | Italien                | 1    | 2      | 6      | 9      |
| 6     | Spanien                | 1    | 1      | 4      | 6      |
| 7     | Schweden               | 0    | 2      | 1      | 3      |
| 8     | Vereinigte Staaten     | 0    | 1      | 2      | 3      |
| 9     | BR Deutschland         | 0    | 0      | 3      | 3      |
| 10    | Norwegen               | 0    | 0      | 1      | 1      |
| 10    | Venezuela              | 0    | 0      | 1      | 1      |
| Total | Total                  | 16   | 16     | 28     | 60     |